# DeVonta Smith
DeVonta Smith (Amite City, 14 novembre 1998) è un giocatore di football americano statunitense che milita nel ruolo di wide receiver per i Philadelphia Eagles della National Football League (NFL). Nel 2020 ha vinto l'Heisman Trophy, il massimo riconoscimento nel football universitario.

## Scuole superiori
Smith frequentò la Amite High Magnet School di Amite City, Louisiana.

## Carriera universitaria
Smith scelse di giocare al college all'Università dell'Alabama. Nella sua prima stagione segnò il touchdown decisivo nel supplementare della finale dei playoff contro Georgia, sancendo la vittoria dei Crimson Tide per 26 a 23. Da sophomore chiuse la stagione con 42 ricezioni, 693 yard e 6 touchdown, con Alabama che venne sconfitta in finale da Clemson. Da junior collezionò 68 ricezioni, 1.256 yard e 14 touchdown.
Il 6 gennaio 2020 Smith annunciò la sua intenzione di tornare ad Alabama per la stagione da senior, nella quale infranse il record per maggior numero di touchdown su ricezione per un giocatore della SEC, realizzandone 2 contro Kentucky. Per le sue prestazioni conseguite venne premiato come giocatore dell'anno dalla Associated Press, primo ricevitore a vincere il premio dalla sua istituzione nel 1998. Il 5 gennaio 2021 batté la concorrenza del quarterback di Florida Kyle Trask, del quarterback di Clemson Trevor Lawrence e del compagno Mac Jones vincendo l'Heisman Trophy, il quarto ricevitore di sempre e il primo ad ottenere tale riconoscimento dal 1991, quando ci riuscì Desmond Howard. Ricevette successivamente il Fred Biletnikoff Award come miglior ricevitore e l'Hornung Award come giocatore più versatile, oltre al Maxwell Award e al Walter Camp Award come giocatore dell'anno al college. Smith divenne dunque il primo giocatore della storia a vincere i suddetti cinque premi nello stesso anno. Smith trascinò Alabama fino al titolo (il secondo in carriera), vinto in finale contro Ohio State. Grazie ad una prestazione da 12 ricezioni (massimo in una finale di college football dall'introduzione dei playoff), 215 yard e 3 touchdown (massimo nella storia in una finale) in soli due quarti a causa di un infortunio alla mano, Smith venne premiato come MVP offensivo della partita. Chiuse dunque la stagione con 117 ricezioni, 1.856 yard e 23 touchdown, battendo il record della SEC nelle ultime due categorie, che apparteneva a Ja'Marr Chase. Superò anche il primato di Jordan Matthews per maggior numero di yard su ricezione in carriera nella SEC, con 3.695.
Vittorie e premi
- Campione NCAA (2017, 2020)
- Heisman Trophy (2020)
- Maxwell Award (2020)
- Walter Camp Award (2020)
- Fred Biletnikoff Award (2020)
- Paul Hornung Award (2020)
- Associated Press College Football Player of the Year (2020)
- All-American (2020)
- SEC Offensive Player of the Year (2020)
- First Team All-SEC (2019, 2020)
- College Football Playoff National Championship Offensive MVP (2020)

Record NCAA
- Maggior numero di yard su ricezione in carriera nella SEC (3.695).[8]
- Maggior numero di yard su ricezione in una singola stagione nella SEC (1.856).[8]
- Maggior numero di touchdown su ricezione in una singola stagione nella SEC (23).[8]
- Maggior numero di yard su ricezione in carriera per un giocatore di Alabama (3.695).[8]
- Maggior numero di touchdown su ricezione in carriera per un giocatore di Alabama (46).[8]
- Maggior numero di ricezioni in una finale del campionato NCAA di football dall'introduzione dei playoff (12).[8]
- Maggior numero di touchdown su ricezione in una finale del campionato NCAA di football (3, alla pari con Steve Smith).[8]
- Unico giocatore della storia a vincere l'Heisman Trophy, il Fred Biletnikoff Award, l'Hornung Award, il Maxwell Award e il Walter Camp Award nella stessa stagione.[9]

## Carriera professionistica
Smith fu scelto come decimo assoluto nel Draft NFL 2021 dai Philadelphia Eagles. Debuttò nel primo turno contro gli Atlanta Falcons segnando subito un touchdown nella vittoria per 32-6 e chiudendo la gara con 6 ricezioni per 71 yard. La sua stagione da rookie si chiuse con 64 ricezioni per 916 yard (un record di franchigia per un debuttante degli Eagles) e 5 touchdown. Nella prima gara di playoff faticò, come tutto il resto dell'attacco di Philadelphia, ricevendo 4 passaggi su 11 volte in cui il pallone gli fu lanciato nella sconfitta contro i Tampa Bay Buccaneers.
Nella settimana 3 della stagione 2022 Smith fece registrare un nuovo primato personale di 169 yard ricevute nella vittoria sui Washington Commanders. Nel divisional round dei playoff guidò la squadra con 61 yard ricevute nella netta vittoria per 38-7 sui New York Giants. Il 12 febbraio 2023 nel Super Bowl LVII guidò la sua squadra con 7 ricezioni per 100 yard ma gli Eagles furono sconfitti per 38-35 dai Kansas City Chiefs.
Il 15 aprile 2024 Smith firmò con gli Eagles un rinnovo triennale del valore di 75 milioni di dollari. Nelle settimane 12 e 13 rimase fuori dai campi di gioco per un infortunio. Nel quindicesimo turno superò per la prima volta in stagione le cento yard ricevute, ricevendone 109 con un touchdown nella vittoria sui Pittsburgh Steelers. Nel penultimo turno ricevette 6 passaggi per 120 yard e 2 touchdown nella vittoria sui Cowboys che diede agli Eagles il titolo di division. Nel Super Bowl LIX Smith segnó un touchdown da 46 yard nel terzo quarto nella vittoria sui Chiefs per 40-22. Divenne così il primo ricevitore della storia a vincere l'Heisman Trophy, il titolo nazionale e il Super Bowl.

## Palmarès
- Super Bowl : 1

Philadelphia Eagles: LIX
- National Football Conference Championship: 2

Philadelphia Eagles: 2022, 2024